# Internazionali di Tennis di Baviera 1977
Gli Internazionali di Tennis di Baviera 1977 sono stati un torneo di tennis giocato sulla terra rossa.
È stata la 62ª edizione del torneo, che fa parte del Colgate-Palmolive Grand Prix 1977.
Si è giocato a Monaco di Baviera in Germania, dal 26 aprile al 1º maggio 1977.

## Campioni

### Singolare
Željko Franulović ha battuto in finale  Víctor Pecci con il punteggio di 6–1, 6–1, 6–7, 7–5

### Doppio
František Pála /  Balázs Taróczy hanno battuto in finale  Nikki Spear /  John Whitlinger con il punteggio di 6–3, 6–4